# Бекторе, Эмин
Эми́н Бекторе́ (крымскотат. Emin Bektöre, тур. Emin Bektöre; 1906—15 апреля 1995) — турецкий и румынский фольклорист и этнограф крымскотатарского происхождения, активист крымскотатарского национального движения в Турции и Румынии.

## Биография
Родился в городе Добрич (ныне регион Добруджа, Болгария). С 1913 по 1940 годы город был под румынской властью и носил имя «Базарджик». Бекторе получил своё образование в Румынии, в города Базарджик и Бухарест. Занимался танцами и пением в различных румынских и болгарских народных ансамблях. Организовал несколько крымскотатарских народных ансамблей, написал для них специально ряд песен и пьес на крымскотатарском языке: Şahin Giray Han, Atilla, Bora, Kîrîm, Kók-kóz Bayar. В 1930 году в Констанце он вступил в группу, организованную Мустеджибом Улькюсалом, а также стал одним из основателей историко-философского журнала крымскотатарской диаспоры «Эмель» на турецком языке.
В 1940 году Бекторе уехал в Турцию и поселился в городе Эскишехир, занимаясь различными работами по исследованию и пропагандированию крымскотатарской народной культуры. Там он продолжил обучать фольклору всех желающих. Он был пионером развития этнографии и изучения народного творчества в Турции, благодаря деятельности Бекторе в школах Эскишехира и одноимённого ила начали изучать музыку и танцы крымских татар как обязательные предметы.
В 1960-е годы Бекторе встречался в Турции с М. Улькюсалом и другими деятелями крымскотатарского национального движения: Джафером Сейдаметом Кырымером и Эдиге Кырымалом, которые возобновили издание журнала Emel и в Турции в 1960 г..